# (1118) Hanskya
(1118) Hanskya est un astéroïde de la ceinture principale, découvert le 29 août 1927 par les astronomes soviétiques/russes Sergueï Beljawsky et Nikolaj Ivanov depuis l'observatoire de Simeïz. Il est découvert indépendamment le lendemain par Karl Wilhelm Reinmuth depuis l'observatoire du Königstuhl.
Sa désignation provisoire était 1927 QD.
Il est nommé en l'honneur d'Aleksey Hansky, ancien astronome à l'observatoire de Simeiz.